# ご存知!女ねずみ小僧
『ご存知 女ねずみ小僧』（ごぞんじ おんなねずみこぞう）は、フジテレビ系列にて1977年5月2日から同年12月26日まで毎週月曜夜9時からの1時間枠で放送されたフジテレビと松竹の共同制作の連続テレビ時代劇。全31話。
小川真由美主演の女ねずみ小僧シリーズとしては『浮世絵 女ねずみ小僧』（全3シリーズ）に続く第4作にあたる作品であるが、小川真由美以外の出演者や設定が一新され劇中の世界観や物語に関して前作との繋がりはない。

## 概要
昼は常磐津の師匠であるお京（小川真由美）だが、夜は一転、義賊「女ねずみ」として活躍。同じく昼間は湯屋「いろは湯」の主人であり、夜は「男ねずみ」に姿を変える浮右衛門（三国連太郎）と協力し合いながら、悪に立ち向かう。
詳細な時代設定は特に語られていないが、第30話では元禄期に起きた赤穂事件の吉良邸討ち入り事件がストーリーに絡む。
本作の前身となった『浮世絵 女ねずみ小僧』第1作から第3作は、土曜22時台で放送されたが、本作のみ月曜21時枠での放送となった。

## キャスト
お京（女ねずみ） … 小川眞由美
昼は常磐津の師匠・文字京を名乗る。夜は義賊「ねずみ小僧 次郎吉（通称：女ねずみ）」として活躍。女ねずみになる時は頬被りに黒地に赤の装束を身にまとう。惚れっぽく、若くていい男に弱い。
浮右衛門（男ねずみ） … 三國連太郎
昼は湯屋「いろは湯」の主人。夜は「男ねずみ」として活躍。お京に気のある風を見せるが、常にうまくいなされている。男ねずみになる時は、歌舞伎などの黒子のような装束を身にまとう。元隠し目付で「もうない・とくべえ」というらしい。最終回でお京らに書き置きを残してマカオに旅立つ。
巳之助 … にしきのあきら（第1 - 26話）
「いろは湯」で働く三助。
源吉（第16話から乾源八郎に改名） … 原田大二郎（第1 - 18話）
「いろは湯」で働く三助。岡っ引も兼業。第16話から羅門京十郎配下の同心見習いとなったのを機に「乾源八郎」に改名。第18話で留学のためオランダへ旅立つ。
花之丞 … 林与一（第22 - 28、30話）
途中から仲間に加わる男。お京や浮右衛門の正体は知らなかったが、最終的にお京の正体を見破る。実は赤穂浪士の一人、赤垣源蔵で、吉良邸を探るために姿を変えていた。討ち入りを果たした第30話で切腹に臨む描写がある。
辰之助 … 古代一平（第27 - 31話）
巳之助、源八郎と入れ替わる形で登場した「いろは湯」の三助。岡っ引きも兼業。お京や浮右衛門の正体を知らない。
おとら … 野村昭子（第1 - 25話）
お京の身の回りの世話をするお手伝い。底抜けに明るい性格。お京や浮右衛門の正体を知らない。
おしの … 若原瞳（第1 - 11、13、15、17 - 31話）
「いろは湯」の看板娘。お京や浮右衛門の正体を知らない。
羅門京十郎 … 菅貫太郎（第2、3、5 - 11、13 - 19話）
町奉行所同心。お京に気があり、あの手この手で迫ろうとする。お京や浮右衛門の正体を知らない。第19話で甲府勤番へ左遷される。

## 主題歌・挿入歌
主題歌
- 「真夜中の子守歌」（歌：ヒデとロザンナ）
  - 作詞：山川啓介／作曲：橋場清／編曲：馬飼野康二
  - ※本楽曲は、同一シリーズ作品『浮世絵 女ねずみ小僧』の主題歌「急げ風のように」（歌：平田隆夫とセルスターズ）の歌詞とアレンジを変更した改作で、歌詞が番組内容に近づいたものとなった。

挿入歌
- 「屋根の上のふたり」（歌：ヒデとロザンナ）
  - 作詞：山川啓介／作曲：橋場清／編曲：馬飼野康二
  - ※シングル「真夜中の子守歌」のB面に収録。

## 放映リスト
| 話数 | 放送日        | サブタイトル           | 脚本                  | 監督       | ゲスト |
| ---- | ------------- | ---------------------- | --------------------- | ---------- | --- |
| 1    | 1977年 5月2日 | 夜のお江戸に灯がともる | 池上金男              | 工藤栄一   | 永井秀和（仙蔵）、須賀不二男（佐貫屋）、小鹿番（松平和泉守）、加地健太郎（大河原帯刀）、今西正男（利兵衛）、大山豊（油屋の番頭）、菅野忠彦（同心・金子権十郎）、和泉喜和子、飯田悦子、宇佐美ゆふ、都家歌六、築地博、小幡利二、竹田寿郎、富士乃幸夫、深野秀文 |
| 2    | 5月9日        | 泣くときは、いつも独り | 吉田剛                | 高橋勝     | 御木本伸介（竹内新平）、中井啓輔（跡部勇之進）、ホーン・ユキ（おちゃら）、倉沢満夫（竹内新之助）、斉川一夫（黒川左衛門尉）、藤田純子（仲居）、大矢兼臣、暮林修、町田幸夫、横田泰代、若駒 |
| 3    | 5月16日       | 雨に消えた足あと       | 加藤泰                | 高橋勝     | 津川雅彦（清次）、坂田金太郎（越前屋）、大木正司（平内）、若駒 |
| 4    | 5月23日       | うた本が消えた         | 池上金男              | 渡邊祐介   | 下條正巳（幸助）、藤村有弘（大杉与兵衛）、梅津栄（吉五郎）、森川千恵子（おみつ）、小田草之介（同心）、須賀良、中川秀人、岩瀬裕美、那須のり子、斉藤里花、大西豊久、若駒 |
| 5    | 5月30日       | いのちの峠七曲り       | 高橋勝                | 高橋勝     | 早田みゆき（お菊）、天津敏（闇の帝王）、和崎俊哉（田辺仙之助）、纓片達雄（側近）、渡辺巖（奉行）、風戸祐介（お菊の恋人）、草間璋雄（側近）、若駒 |
| 6    | 6月6日        | 鳥啼き魚の目は泪       | 前田陽一              | 村野鐵太郎 | 西村晃（偽芭蕉）、早川雄三（川辺十左衛門）、高桐真（奉行）、飯田悦子（女房）、和泉喜和子（女房）、若駒 |
| 7    | 6月13日       | お京の夢は星がとぶ     | 前田陽一              | 長谷和夫   | 中村伸郎（高橋玄陽）、内海敏彦（又三）、加藤精三（天の声）、若駒 |
| 8    | 6月20日       | いろは湯が乗ッ取られた | 藤田傳                | 黒田義之   | 寺田農（源太次）、江幡高志（馬六）、木村元（赤鞘の竜）、三上左京（芳三）、北村晃一（辰吉）、植田敏生（安）、庄司永建（杉野甚兵衛）、飯田テル子（引手婆）、小田草之介（三毛蔵）、井川鉄也（音吉）、佐々木梨里（留千代）、森下京子（松）、伊佐美津江（梅香）、岩瀬裕美（女郎）、若駒                                                                                 |
| 9    | 6月27日       | 旅のゆくては茜雲       | 池上金男              | 黒田義之   | 亀石征一郎（木村久三）、渥美国泰（山浦頼母）、吉野佳子（お菊）、山岡徹也（阿部河内守）、西田昭市（下川外記）、石川貴子（おふみ）、大貫達也、尾本孝男、角間進、西村克己、酒井原豊廣、若駒 |
| 10   | 7月4日        | あじさいは七変化       | 村尾昭                | 松林宗恵   | 睦五郎（石黒伝蔵）、神田隆（検校）、宇留木功（番頭）、入江正徳（目付）、芹沢由美（お鈴）、早川絵美（おふみ）、依田保人（新吉）、豊島美樹子（おみよ）、若駒 |
| 11   | 7月11日       | 雨戸の陰に誰かいる     | 池上金男 小野寺聡     | 渡邉祐介   | 多々良純（重兵衛）、松下達雄（儀右衛門）、松山照夫（権次）、ひろみどり（お勝）、日吉としやす（仙三）、瞳順子（おかよ）、岡本隆（同心）、深野秀文（ごろつき）、若駒 |
| 12   | 7月18日       | 口笛が帰ってきた       | 篠崎好                | 渡邉祐介   | 小野進也（弥吉）、宝生あやこ（おふじ）、根岸一正（半次）、石垣守一（乾権之丞）、北九州男（僧正照元）、佐野哲也（和泉屋）、真田五郎（武士）、朝野和信（町人）、下川江那（女房）、満山恵子（女房）、若駒 |
| 13   | 7月25日       | 夜に黄金の虹がたつ     | 池上金男              | 高橋勝     | 浅茅陽子（弥々姫）、奥村公延（才賀弥左衛門）、酒井修（竹久求馬）、横森久（石岡玄蕃）、鶴田忍（益子久内）、本郷あきら（石岡采女）、若駒、東京宝映 |
| 14   | 8月1日        | 女が着物に賭けるとき   | ジェームス三木        | 松林宗恵   | 信欣三（藤兵衛）、小島三児（土鍋反骨）、香野百合子（小百合）、津村隆（佐助）、若駒 |
| 15   | 8月8日        | 怪談・髪切り包丁       | 藤田傳                | 黒田義之   | 佐原健二（門脇朱膳）、立花直樹（市太郎）、戸田千代子（嵯峨）、関根世津子（お春）、西田良（介三）、神田正夫（重左ヱ門）、加藤茂雄（駒吉）、音羽久米子（お駒）、市村幸江（女房）、向井真沙子（菊江）、池田生二（長左）、小松のりゆき（貫次郎）、橋本美佳（千鶴）、木村久美（娘）、望月千恵子（娘）、君島清美（娘）、若駒                                             |
| 16   | 8月15日       | 浮世絵 海を渡る        | 渡辺臣蔵              | 黒田義之   | 汐路章（九造）、横山リエ（おとよ）、堀田真三（長兵衛）、唐沢民賢（村越）、福山象三（仙蔵）、前沢迪雄（作次）、松風はる美（たき）、峯田智代（女房）、一ノ瀬かおる（おきぬ）、肥土尚弘（駕籠人足）、佐々木一哲（駕籠人足）、オスマン・ユセフ（タンギー）、若駒 |
| 17   | 8月22日       | 泥棒たちの一夜         | 池上金男              | 松林宗恵   | 鈴木瑞穂（雲切仁左ヱ門）、安部徹（村井長庵）、堺左千夫（松五郎）、三角八郎（七之助）、市村昌治（吉五郎）、藤井智憲（六之助）、小野塚千枝子（およね）、柚木悦子（おたつ）、若駒 |
| 18   | 9月5日        | ふるさとの雪恋し       | 吉田剛                | 渡邉祐介   | 有川博（室生鉄之進）、服部妙子（室生志津）、沼田曜一（前田土佐）、前川哲男（大槻帯刀）、若原一郎（瓦版売り）、村上裕美（室生多恵）、若駒 |
| 19   | 9月12日       | 珈琲は罪の匂い         | ジェームス三木        | 松林宗恵   | 滝田裕介（内藤兵馬）、浜田寅彦（長崎屋嘉兵衛）、小笠原良知（日向刑部）、菅野忠彦（金子権十郎）、若駒 |
| 20   | 9月19日       | 八百八町 小判の雨      | 吉田剛                | 長谷和夫   | 三國連太郎（浮右衛門/博多屋）、清水綋治（加賀爪弾正）、山本清（越後屋）、早川研吉（与力）、稲川善一、磯野秋雄、都家歌六、富士乃幸夫、菅野忠彦（金子権十郎）、若駒 |
| 21   | 9月26日       | みれん傘               | 田坂啓                | 井上昭     | 地井武男（有村八郎次）、神山繁（原田帯刀）、綿貫あきら（辰蔵）、風間みどり（お国）、菅野忠彦（金子権十郎）、若駒 |
| 22   | 10月10日      | お京さん旅みやげ       | 吉田剛                | 松林宗恵   | 入江洋佑（薮小路中納言）、高野真二（宿の亭主）、曽我廼家一二三（番頭）、斎藤康彦（与作）、夏木順平（番頭）、岡本隆（用人）、川口則夫（猟師）、広井きぬえ（女中）、若駒 |
| 23   | 10月17日      | 皿屋敷異聞             | 池上金男              | 黒田義之   | 南原宏治（山野）、佐々木剛（源太）、木村元（安井）、鮎川浩（坂田）、大和田進（加島）、林美樹（お菊）、安川剣友会 |
| 24   | 10月24日      | 鼠のうたう子守唄       | 池上金男              | 黒田義之   | 森次晃嗣（加納）、田口計（寺岡）、佐藤京一（奥山）、寄山弘（平作）、津山登志子（おもよ）、柿沼真二（村田）、安川剣友会 |
| 25   | 10月31日      | 白い犬を探せ           | 吉田剛                | 前田陽一   | 斎藤こず恵（およね）、西尾俊彦（鶴松）、稲葉義男（内記）、大林丈史（小助）、黒沢のり子（梅乃）、那須のり子（女房）、小海とよ子（女房）、安川剣友会 |
| 26   | 11月7日       | 歌麿筆・江戸美人お京   | 笠原良三              | 松林宗恵   | 船戸順（浮世絵師英五郎/怪盗鉄五郎・二役）、金田龍之介（土佐守）、中村孝雄（伝次郎）、鶴田忍（三次）、武藤英司（津之国屋）、森幹太（石田）、小田草之介（馬場）、安川剣友会 |
| 27   | 11月21日      | 悪魔が夜来る           | ジェームス三木        | 渡邊祐介   | 山本麟一（玄斉）、荻野三枝子（お軽）、亀田秀紀（弥助）、大泉滉（侍）、ひろみどり（侍の妻）、水木京二（源爺）、中川秀人（銀次）、加藤克彦、山田二郎、浦崎しのぶ、竹脇奈緒美、高橋初実、玉置弓子、安川剣友会 |
| 28   | 12月5日       | 鯉が命を呑んだ         | 池上金男              | 渡邊祐介   | 志垣太郎（平吉）、伊沢一郎（備前屋）、川合伸旺（高木）、山本昌平（大八）、大関優子（お絹）、里木佐甫良（金兵衛）、千うらら（おすみ）、加藤茂雄（職人）、村上記代（女房）、安川剣友会 |
| 29   | 12月12日      | ねずみ蒸発             | 田坂啓                | 井上昭     | 中野誠也（同心）、今井健二（徳兵衛）、市村昌治（矢七）、土方弘（あんま）、長谷川弘（亭主）、中村美代子（女房）、矢野間啓二（客）、沖田駿一（客）、樋口マキ（壺振りの女）、安川剣友会 |
| 30   | 12月19日      | 花は元禄・雪の心中     | 早坂暁                | 井上昭     | 川代家継（塩見家継）、村雲敦子（およね）、嵯峨善兵（堀内伝右衛門）、可知靖之（大石良雄）、柳谷寛（堀部弥兵衛）、稲川善一（間喜兵衛）、林孝一（吉良上野介）、山本清（柳沢吉保）、袋正（稲葉丹後守）、阿部希郎（小笠原佐渡守）、遠藤剛（荻生徂徠）、佐伯赫哉（奉行）、長島隆一（医者）、稲川順子（ねの一番）、後藤緑（ねの二番）、都家歌六（かわら版屋）、安川剣友会 |
| 31   | 12月26日      | 恋占南蛮歌留多         | 吉田剛 ジェームス三木 | 井上昭     | 江幡高志（松平伊豆守）、三角八郎（側用人）、ゼンジー北京（奇術師）、荘司肇（用人）、鹿島信哉（用人）、安川剣友会 |

## スタッフ
- プロデューサー：上條孝美、岸本吟一、荒井忠志
- 企画：C.A.L.、宮本進
- 監督：渡邊祐介、黒田義之、松林宗恵、高橋勝、井上昭、長谷和夫、工藤栄一、村野鐵太郎、前田陽一
- 脚本：池上金男、吉田剛、ジェームス三木、前田陽一、藤田傳、田坂啓、加藤泰、高橋勝、村尾昭、篠崎好、渡辺臣蔵、笠原良三、早坂暁、小野寺聡
- 音楽：橋場清[2]
- 撮影：小川大次郎、平瀬静雄、小杉正雄、宇田川満、森隆吉、藤原三郎、鈴木健治、伊佐山巌
- 照明：山田和夫
- 美術：前田博之、内藤昭
- 助監督：石井竹彦、杉村六郎、吉田啓一郎
- 録音：小沼渡
- 編集：香園稔
- 記録：小池三智子、真下栄子、黒岩美穂子、長谷川幸子
- 装飾：西村伸明、神田明良
- 床山：加藤稔
- 結髪：山際さよ子
- 効果：栗原嘉男
- 選曲：小原孝司、大田正一
- 殺陣師：美山晋八（第1 - 13話）、林邦史朗（第1 - 22話）、湯浅謙太郎（第23 - 31話）
- 衣裳：松竹衣裳
- 技髪：山田かつら
- 調音：映広音響
- 小道具：高津映画装飾
- 現像：東京現像所
- 常磐津指導：常磐津菊三八（第2 - 4話）
- 舞踊指導：花柳滝蔵社中（第2話）
- プロデューサー補：田中浩三
- 制作担当：内田貴夫
- 制作主任：藤倉博
- 制作協力：東京フィルム
- 制作：フジテレビ[3]、松竹株式会社